# Ampelodesmeae
Ampelodesmeae es una tribu de hierbas de la familia Poaceae. Tiene un solo género, Ampelodesmos